# Campeonato Nacional de Rodeo de 1969
El Campeonato Nacional de Rodeo de 1969 fue la versión XXI de este tradicional campeonato que coronó a las mejores colleras de la temporada 1968-1969 y se disputó por primera vez en Talca. Este campeonato se disputa todos los años y corona a los campeones del rodeo chileno, tradicional deporte practicado en Chile, donde está considerado como deporte nacional.
Los campeones representaban a Parral: Santiago Urrutia y Samuel Parot en "Barranco" y "Huachipato" con 27 puntos. Fue la última vez que "Don Chanca" Urrutia, ya entrado en edad, salía campeón de Chile en rodeo. Para Samuel Parot, en cambio, era su primer campeonato chileno y ya se consolidaba como uno de los mejores jinetes del siglo XX en Chile.
El segundo lugar fue para los curicanos Pablo Quera y Raúl Cáceres en "Barquillo" y "Chinganero", mientras que el tercer puesto fue para Patricio Cerda y Benjamín García en "Avispado" y "Corsario". El movimiento de la rienda lo ganó el recordado jinete Aliro Pérez en "Refrán".

## Resultados

### Serie de campeones
| Cuarto Animal 1969 | Cuarto Animal 1969                  | Cuarto Animal 1969            | Cuarto Animal 1969 | Cuarto Animal 1969 |
| ------------------ | ----------------------------------- | ----------------------------- | ------------------ | ------------------ |
| Lugar              | Jinetes                             | Caballos                      | Asociación         | Puntaje            |
| 1.º                | Santiago Urrutia y Samuel Parot     | "Barranco" y "Huachipato"     | Parral             | 27                 |
| 2.º                | Pablo Quera y Raúl Cáceres          | "Barquillo" y "Chinganero"    | Curicó             | 26                 |
| 3.º                | Patricio Cerda y Benjamín García    | "Avispado" y "Corsario"       | Aculeo             | 23                 |
| 4.º                | José Pozo y Edmundo Donaire         | "Cocaví" y "Campo Bueno"      | Talca              | 23                 |
| 5.º                | Enrique Vial y Ramón González       | "Chamico" y "Paleta"          | O'Higgins          | 22                 |
| 6.º                | Manuel Fuentes y Ramón González     | "Borrachita" y "Tranca Larga" | O'Higgins          | 20                 |
| 7.º                | Ramón Cardemil y Ruperto Valderrama | "Manicero" y "Trampero"       | Curicó             | 19                 |

## Cuadro de honor temporada 1968-1969

### Jinetes
- 1.º Santiago Urrutia[8]
- 2.º Sergio Bustamante
- 3.º Samuel Parot
- 4.º Ruperto Valderrama
- 5.º Ramón González
- 6.º Ramón Cardemil
- 7.º Abelino Mora
- 8.º Raúl Cáceres
- 9.º Jesús Bustamante
- 10.º Hernán Cardemil

### Caballos
- 1.º Jalisco
- 2.º Corsario
- 3.º Chamico
- 4.º Avispado
- 5.º Campero
- 6.º Tango
- 7.º Paleta
- 8.º Campo Bueno
- 9.º Trampero
- 10.º Querendón

### Yeguas
- 1.º Borrachita
- 2.º Chamaquita
- 3.º Nubia
- 4.º Pelotera
- 5.º Pichicucha
- 6.º Tranca Larga
- 7.º Naranjerita
- 8.º Tula
- 9.º Dudosa
- 10.º Bochinchera

### Potros
- 1.º Barranco
- 2.º Potrerillo
- 3.º Huachipato
- 4.º Inocente
- 5.º Barbecho
- 6.º Estribo
- 7.º Farolito
- 8.º Salteador II
- 9.º Tata
- 10.º Moscatel